# Крипецьке-2
Крипецьке-2 (рос. Крипецкое-2) — присілок в Псковському районі Псковської області Російської Федерації.
Населення становить 122 особи. Входить до складу муніципального утворення Торошинська волость.

## Історія
Від 2015 року входить до складу муніципального утворення Торошинська волость.

## Населення
| 2001 | 2002 | 2010 |
| ---- | ---- | ---- |
| 135  | ↘113 | ↗122 |